# 高等研究財団
高等研究財団 (ロシア語: Фонд перспективных исследований、英語：Foundation for Advanced Research)は、ロシア連邦の軍事研究機関である。ロシアの軍事技術の優位性を確保できるプロジェクトを国に報告し、それらを推進させることを目的に設立された。

## 歴史
2010年9月22日に設置の検討が始まった。2012年6月、 プーチン大統領が設立に関する法案を議会に提出。2012年10月16日、連邦法№ 174-ФЗによって設立された。

## 主な研究
情報技術
- 通信方法
- AI
- サイバーセキュリティ
- ソーシャルネットワーキング
- 検出技術

物理
- 高速輸送手段
- 液体呼吸
- スマート兵器

化学
- 薬
- 素材
- エネルギー
- 生体工学

ロボット
- 救助・宇宙活動用ロボット開発計画 FEDOR